# Brian Quinn
Brian Michael Quinn, zkráceně Brian Quinn (* 14. března 1976, New York, Spojené státy americké) je americký improvizační komik, herec a bývalý hasič. Je členem improvizační skupiny The Tenderloins. Nejvíce je známý působením v pořadu Impractical Jokers.

## Mládí
Narodil se 14. března roku 1976 ve čtvrti Brooklyn v New Yorku, ale vyrůstal na Staten Islandu. Má irské a italské předky. Navštěvoval střední školu Monsignora Farrella. Právě zde se setkal se svými budoucími komediálními kolegy Joem Gattem, Salem Vulcanem a Jamesem Murrayem. Po vystudování Brooklyn College se připojil k hasičskému sboru v New Yorku, kde sloužil osm let.

## Kariéra

### Začátek kariéry
V roce 2006 zaujmul místo odcházejícího komika Mika Boccia ve skupině The Tenderloins. Stal se tak čtvrtým členem.
Po nějaké době začali na YouTube nahrávat různé vtipné scény. V průběhu roku 2007 za to byli dokonce oceněni televizí NBC, když uspěli v soutěži o 100 000$.

### Impractical Jokers
První epizoda byla odvysílána 15. prosince roku 2011 na stanici TruTV. Show měla obrovský úspěch, a proto pokračuje nadále, ale na stanici TBS.
V roce 2020 vyšel dokonce i film o této show – Impractical Jokers: The Movie.

### Další projekty
V roce 2016 se objevil v jedné epizodě seriálu 12 opic a v roce 2022 ve čtyřech epizodách seriálu Star Trek: Picard.
Vedl několik podcastů. Jako první v roce 2010 s názvem Tell 'Em Steve-Dave společně s Bryanem Johnsonem a Waltem Flanaganem, v dubnu roku 2012 podcast samotné skupiny The Tenderloins a v roce 2013 podcast What Say You? se Salem Vulcanem.

## Osobní život
Je arachnofobik. Žije se třemi kočkami, které se jmenují Brooklyn, Boris a Chessie. Trpěl depresemi, o kterých mnohokrát otevřeně mluvil.
Obdržel řád Kentucky Colonel.
Je fanouškem týmů New York Yankees, New Jersey Devils a Manchesteru United.